# Lista nagród i nominacji Nicole Kidman

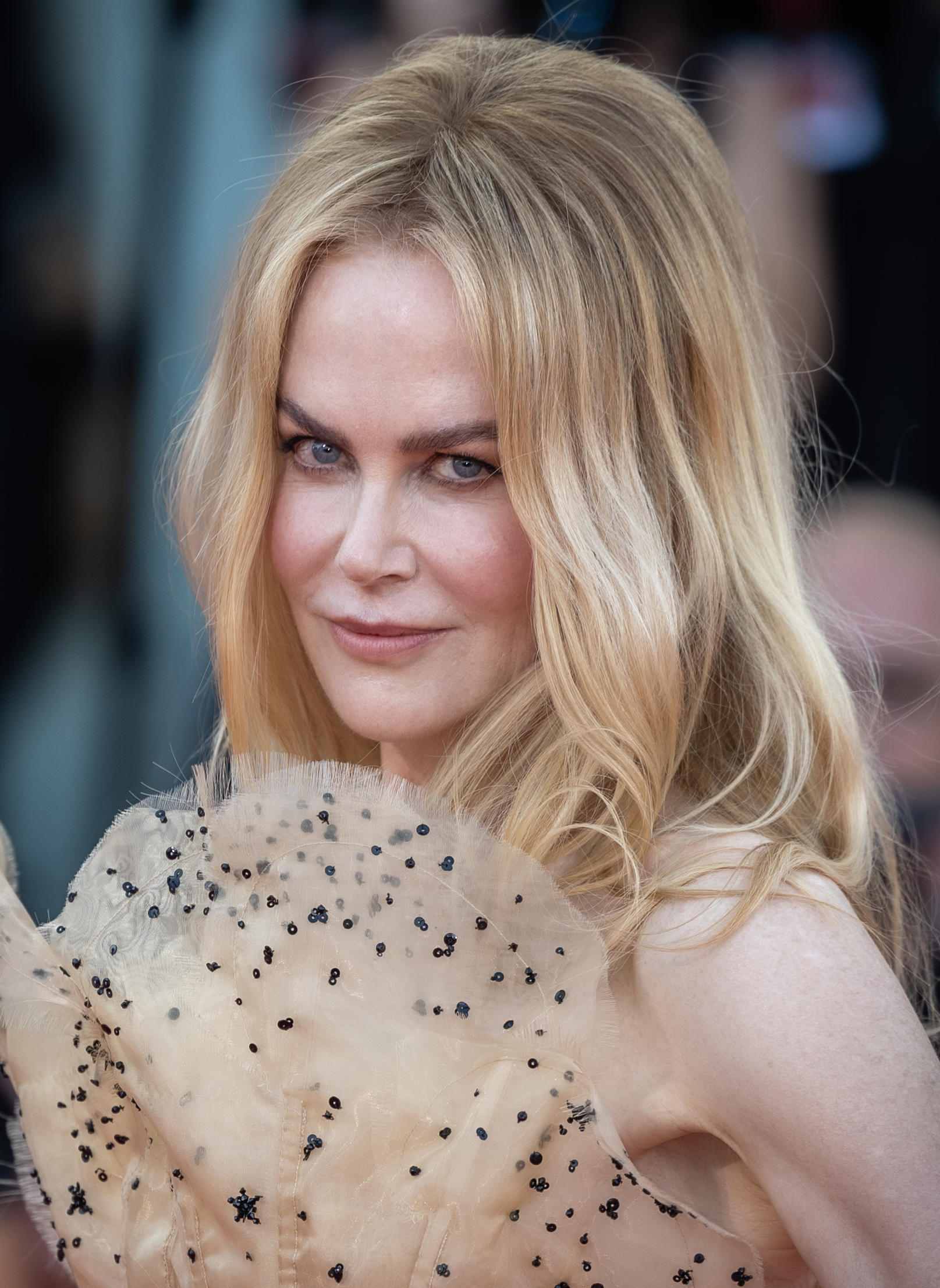
Kidman na 81. Międzynarodowym Festiwalu Filmowym w Wenecji (2024), gdzie zdobyła Puchar Volpiego dla najlepszej aktorki

Lista nagród i nominacji Nicole Kidman – zestawienie nagród i nominacji otrzymanych przez australijsko-amerykańską aktorkę i producentkę filmową Nicole Kidman.
Za rolę Virginii Woolf w filmie Godziny (2002) zdobyła między innymi Nagrodę Akademii Filmowej (Oscara), Nagrodę Brytyjskiej Akademii Filmowej (BAFTA), Złotego Globa i Srebrnego Niedźwiedzia dla najlepszej aktorki na Międzynarodowym Festiwalu Filmowym w Berlinie. Za sprawą serialu telewizyjnego Wielkie kłamstewka (2017–2019) wygrała między innymi dwie nagrody Primetime Emmy, Nagrodę Gildii Aktorów Ekranowych (SAG) i Złotego Globa. Rola w filmie Babygirl (2024) przyniosła jej Puchar Volpiego dla najlepszej aktorki na Międzynarodowym Festiwalu Filmowym w Wenecji i nagrodę National Board of Review. Łącznie była pięciokrotnie nominowana do Oscara i czterokrotnie do BAFTA. Zdobyła sześć Złotych Globów (z 18 nominacji), nagrodę Australijskiego Instytutu Filmowego (AFI) i siedem nagród Australijskiej Akademii Sztuk Kinowych i Telewizyjnych (AACTA). Była także nominowana do Nagrody Telewizyjnej Akademii Brytyjskiej (BAFTA),  Nagrody Gildii Amerykańskich Producentów Filmowych (PGA), Independent Spirit Award i Laurence Olivier Award.
W 2017 zdobyła nagrodę specjalną na Festiwalu Filmowym w Cannes. W 2024 została uhonorowana Nagrodą Amerykańskiego Instytutu Filmowego za całokształt twórczości.

## Nagrody i nominacje
| Nagroda / organizacja                                                              | Rok                                       | Kategoria                                                               | Nominowana twórczość                      | Rezultat                                  | Źr.                                       |
| Najważniejsze nagrody filmowo-telewizyjne                                          | Najważniejsze nagrody filmowo-telewizyjne | Najważniejsze nagrody filmowo-telewizyjne                               | Najważniejsze nagrody filmowo-telewizyjne | Najważniejsze nagrody filmowo-telewizyjne | Najważniejsze nagrody filmowo-telewizyjne |
| ---------------------------------------------------------------------------------- | ----------------------------------------- | ----------------------------------------------------------------------- | ----------------------------------------- | ----------------------------------------- | ----------------------------------------- |
| Nagrody Akademii Filmowej (Oscary)                                                 | 2002                                      | Najlepsza aktorka pierwszoplanowa                                       | Moulin Rouge!                             | Nominacja                                 | [ 1 ]                                     |
| Nagrody Akademii Filmowej (Oscary)                                                 | 2003                                      | Najlepsza aktorka pierwszoplanowa                                       | Godziny                                   | Wygrana                                   | [ 1 ]                                     |
| Nagrody Akademii Filmowej (Oscary)                                                 | 2011                                      | Najlepsza aktorka pierwszoplanowa                                       | Między światami                           | Nominacja                                 | [ 1 ]                                     |
| Nagrody Akademii Filmowej (Oscary)                                                 | 2017                                      | Najlepsza aktorka drugoplanowa                                          | Lion. Droga do domu                       | Nominacja                                 | [ 1 ]                                     |
| Nagrody Akademii Filmowej (Oscary)                                                 | 2022                                      | Najlepsza aktorka pierwszoplanowa                                       | Lucy i Desi                               | Nominacja                                 | [ 1 ]                                     |
| Nagrody Brytyjskiej Akademii Filmowej (BAFTA)                                      | 1996                                      | Najlepsza aktorka pierwszoplanowa                                       | Za wszelką cenę                           | Nominacja                                 | [ 2 ]                                     |
| Nagrody Brytyjskiej Akademii Filmowej (BAFTA)                                      | 2002                                      | Najlepsza aktorka pierwszoplanowa                                       | Inni                                      | Nominacja                                 | [ 2 ]                                     |
| Nagrody Brytyjskiej Akademii Filmowej (BAFTA)                                      | 2003                                      | Najlepsza aktorka pierwszoplanowa                                       | Godziny                                   | Wygrana                                   | [ 2 ]                                     |
| Nagrody Brytyjskiej Akademii Filmowej (BAFTA)                                      | 2017                                      | Najlepsza aktorka drugoplanowa                                          | Lion. Droga do domu                       | Nominacja                                 | [ 2 ]                                     |
| Nagrody Telewizyjne Akademii Brytyjskiej (BAFTA)                                   | 2018                                      | Najlepszy zagraniczny program telewizyjny                               | Wielkie kłamstewska                       | Nominacja                                 | [ 2 ]                                     |
| Primetime Emmy                                                                     | 2012                                      | Najlepsza aktorka pierwszoplanowa w miniserialu lub filmie telewizyjnym | Hemingway i Gellhorn                      | Nominacja                                 | [ 3 ]                                     |
| Primetime Emmy                                                                     | 2017                                      | Najlepsza aktorka pierwszoplanowa w miniserialu lub filmie telewizyjnym | Wielkie kłamstewska                       | Wygrana                                   | [ 3 ]                                     |
| Primetime Emmy                                                                     | 2017                                      | Najlepszy miniserial lub serial antologiczny                            | Wielkie kłamstewska                       | Wygrana                                   | [ 3 ]                                     |
| Złote Globy                                                                        | 1992                                      | Najlepsza aktorka drugoplanowa w filmie                                 | Billy Bathgate                            | Nominacja                                 | [ 4 ]                                     |
| Złote Globy                                                                        | 1996                                      | Najlepsza aktorka w filmie komediowym lub musicalu                      | Za wszelką cenę                           | Wygrana                                   | [ 4 ]                                     |
| Złote Globy                                                                        | 2002                                      | Najlepsza aktorka w filmie komediowym lub musicalu                      | Moulin Rouge!                             | Wygrana                                   | [ 4 ]                                     |
| Złote Globy                                                                        | 2002                                      | Najlepsza aktorka w filmie dramatycznym                                 | Inni                                      | Nominacja                                 | [ 4 ]                                     |
| Złote Globy                                                                        | 2003                                      | Najlepsza aktorka w filmie dramatycznym                                 | Godziny                                   | Wygrana                                   | [ 4 ]                                     |
| Złote Globy                                                                        | 2004                                      | Najlepsza aktorka w filmie dramatycznym                                 | Wzgórze nadziei                           | Nominacja                                 | [ 4 ]                                     |
| Złote Globy                                                                        | 2005                                      | Najlepsza aktorka w filmie dramatycznym                                 | Narodziny                                 | Nominacja                                 | [ 4 ]                                     |
| Złote Globy                                                                        | 2011                                      | Najlepsza aktorka w filmie dramatycznym                                 | Między światami                           | Nominacja                                 | [ 4 ]                                     |
| Złote Globy                                                                        | 2013                                      | Najlepsza aktorka drugoplanowa w filmie                                 | Pokusa                                    | Nominacja                                 | [ 4 ]                                     |
| Złote Globy                                                                        | 2013                                      | Najlepsza aktorka w miniserialu lub filmie telewizyjnym                 | Hemingway i Gellhorn                      | Nominacja                                 | [ 4 ]                                     |
| Złote Globy                                                                        | 2017                                      | Najlepsza aktorka drugoplanowa w filmie                                 | Lion. Droga do domu                       | Nominacja                                 | [ 4 ]                                     |
| Złote Globy                                                                        | 2018                                      | Najlepsza aktorka w miniserialu lub filmie telewizyjnym                 | Wielkie kłamstewska                       | Wygrana                                   | [ 4 ]                                     |
| Złote Globy                                                                        | 2018                                      | Najlepszy miniserial lub film telewizyjny                               | Wielkie kłamstewska                       | Wygrana                                   | [ 4 ]                                     |
| Złote Globy                                                                        | 2019                                      | Najlepsza aktorka w filmie dramatycznym                                 | Niszczycielka                             | Nominacja                                 | [ 4 ]                                     |
| Złote Globy                                                                        | 2020                                      | Najlepsza aktorka w serialu dramatycznym                                | Wielkie kłamstewska                       | Nominacja                                 | [ 4 ]                                     |
| Złote Globy                                                                        | 2021                                      | Najlepsza aktorka w miniserialu lub filmie telewizyjnym                 | Od nowa                                   | Nominacja                                 | [ 4 ]                                     |
| Złote Globy                                                                        | 2022                                      | Najlepsza aktorka w filmie dramatycznym                                 | Lucy i Desi                               | Wygrana                                   | [ 4 ]                                     |
| Złote Globy                                                                        | 2025                                      | Najlepsza aktorka w filmie dramatycznym                                 | Babygirl                                  | Nominacja                                 | [ 4 ]                                     |
| Nagrody gildii filmowo-telewizyjnych                                               |                                           |                                                                         |                                           |                                           |                                           |
| Nagrody Gildii Aktorów Ekranowych (SAG)                                            | 2002                                      | Najlepsza obsada w filmie                                               | Moulin Rouge!                             | Nominacja                                 | [ 5 ]                                     |
| Nagrody Gildii Aktorów Ekranowych (SAG)                                            | 2003                                      | Najlepsza aktorka pierwszoplanowa w filmie                              | Godziny                                   | Nominacja                                 | [ 5 ]                                     |
| Nagrody Gildii Aktorów Ekranowych (SAG)                                            | 2003                                      | Najlepsza obsada w filmie                                               | Godziny                                   | Nominacja                                 | [ 5 ]                                     |
| Nagrody Gildii Aktorów Ekranowych (SAG)                                            | 2010                                      | Najlepsza obsada w filmie                                               | Dziewięć                                  | Nominacja                                 | [ 5 ]                                     |
| Nagrody Gildii Aktorów Ekranowych (SAG)                                            | 2011                                      | Najlepsza aktorka pierwszoplanowa w filmie                              | Między światami                           | Nominacja                                 | [ 5 ]                                     |
| Nagrody Gildii Aktorów Ekranowych (SAG)                                            | 2013                                      | Najlepsza aktorka drugoplanowa w filmie                                 | Pokusa                                    | Nominacja                                 | [ 5 ]                                     |
| Nagrody Gildii Aktorów Ekranowych (SAG)                                            | 2013                                      | Najlepsza aktorka w miniserialu lub filmie telewizyjnym                 | Hemingway i Gellhorn                      | Nominacja                                 | [ 5 ]                                     |
| Nagrody Gildii Aktorów Ekranowych (SAG)                                            | 2016                                      | Najlepsza aktorka w miniserialu lub filmie telewizyjnym                 | Grace księżna Monako                      | Nominacja                                 | [ 5 ]                                     |
| Nagrody Gildii Aktorów Ekranowych (SAG)                                            | 2017                                      | Najlepsza aktorka drugoplanowa w filmie                                 | Lion. Droga do domu                       | Nominacja                                 | [ 5 ]                                     |
| Nagrody Gildii Aktorów Ekranowych (SAG)                                            | 2018                                      | Najlepsza aktorka w miniserialu lub filmie telewizyjnym                 | Wielkie kłamstewska                       | Wygrana                                   | [ 5 ]                                     |
| Nagrody Gildii Aktorów Ekranowych (SAG)                                            | 2020                                      | Najlepsza aktorka drugoplanowa w filmie                                 | Gorący temat                              | Nominacja                                 | [ 5 ]                                     |
| Nagrody Gildii Aktorów Ekranowych (SAG)                                            | 2020                                      | Najlepsza obsada w filmie                                               | Gorący temat                              | Nominacja                                 | [ 5 ]                                     |
| Nagrody Gildii Aktorów Ekranowych (SAG)                                            | 2020                                      | Najlepsza obsada w serialu dramatycznym                                 | Wielkie kłamstewska                       | Nominacja                                 | [ 5 ]                                     |
| Nagrody Gildii Aktorów Ekranowych (SAG)                                            | 2021                                      | Najlepsza aktorka w miniserialu lub filmie telewizyjnym                 | Od nowa                                   | Nominacja                                 | [ 5 ]                                     |
| Nagrody Gildii Aktorów Ekranowych (SAG)                                            | 2022                                      | Najlepsza aktorka pierwszoplanowa w filmie                              | Lucy i Desi                               | Nominacja                                 | [ 5 ]                                     |
| Nagrody Gildii Amerykańskich Producentów Filmowych (PGA)                           | 2018                                      | Producent najlepszego odcinkowego serialu dramatycznego                 | Wielkie kłamstewska                       | Nominacja                                 | [ 6 ]                                     |
| Nagrody Gildii Amerykańskich Producentów Filmowych (PGA)                           | 2020                                      | Producent najlepszego odcinkowego serialu dramatycznego                 | Wielkie kłamstewska                       | Nominacja                                 | [ 7 ]                                     |
| Nagrody Gildii Amerykańskich Producentów Filmowych (PGA)                           | 2021                                      | Producent najlepszego miniserialu                                       | Od nowa                                   | Nominacja                                 | [ 8 ]                                     |
| Festiwale filmowe                                                                  |                                           |                                                                         |                                           |                                           |                                           |
| Festiwal Filmowy w Cannes                                                          | 2017                                      | Nagroda z okazji 70. rocznicy                                           | —                                         | Wygrana                                   | [ 9 ]                                     |
| Festiwal Filmowy w Mill Valley                                                     | 2016                                      | Nagroda specjalna                                                       | Lion. Droga do domu                       | Wygrana                                   | [ 10 ]                                    |
| Festiwal Filmowy w Nowym Jorku                                                     | 2012                                      | Nagroda specjalna                                                       | —                                         | Wygrana                                   | [ 11 ]                                    |
| Festiwal Filmowy w Taorminie                                                       | 2019                                      | Taormina Arte Award                                                     | —                                         | Wygrana                                   | [ 12 ]                                    |
| Międzynarodowy Festiwal Filmowy w Berlinie                                         | 2003                                      | Srebrny Niedźwiedź dla najlepszej aktorki                               | Godziny                                   | Wygrana                                   | [ 13 ]                                    |
| Międzynarodowy Festiwal Filmowy w Capri                                            | 2016                                      | Najlepsza aktorka zagraniczna                                           | Lion. Droga do domu                       | Wygrana                                   | [ 14 ]                                    |
| Międzynarodowy Festiwal Filmowy w Los Cabos                                        | 2017                                      | Nagroda za całokształt twórczości w kinie                               | —                                         | Wygrana                                   | [ 15 ]                                    |
| Międzynarodowy Festiwal Filmowy w Palm Springs                                     | 2005                                      | Nagroda przewodniczącego                                                | —                                         | Wygrana                                   | [ 16 ]                                    |
| Międzynarodowy Festiwal Filmowy w Palm Springs                                     | 2016                                      | Nagroda międzynarodowej gwiazdy                                         | Lion. Droga do domu                       | Wygrana                                   | [ 16 ]                                    |
| Międzynarodowy Festiwal Filmowy w Palm Springs                                     | 2022                                      | Nagroda za osiągnięcie kariery                                          | Lucy i Desi                               | Wygrana                                   | [ 17 ]                                    |
| Międzynarodowy Festiwal Filmowy w Palm Springs                                     | 2025                                      | Nagroda międzynarodowej gwiazdy                                         | Babygirl                                  | Wygrana                                   | [ 18 ]                                    |
| Międzynarodowy Festiwal Filmowy w Santa Barbara                                    | 2011                                      | Nagroda za całokształt w kinie                                          | —                                         | Wygrana                                   | [ 19 ]                                    |
| Międzynarodowy Festiwal Filmowy w Santa Barbara                                    | 2016                                      | Nagroda dla mistrzowskiej współczesnej gwiazdy imienia Maltina          | —                                         | Wygrana                                   | [ 20 ]                                    |
| Międzynarodowy Festiwal Filmowy w Seattle                                          | 1995                                      | Najlepsza aktorka                                                       | Za wszelką cenę                           | Wygrana                                   | [ 21 ]                                    |
| Międzynarodowy Festiwal Filmowy w Szanghaju                                        | 2014                                      | Nagroda za wkład w światowe kino                                        | —                                         | Wygrana                                   | [ 22 ]                                    |
| Międzynarodowy Festiwal Filmowy w Wenecji                                          | 2024                                      | Puchar Volpiego dla najlepszej aktorki                                  | Babygirl                                  | Wygrana                                   | [ 23 ]                                    |
| Pozostałe nagrody filmowo-telewizyjne                                              |                                           |                                                                         |                                           |                                           |                                           |
| Amerykański Instytut Filmowy                                                       | 2024                                      | Nagroda Amerykańskiego Instytutu Filmowego za całokształt twórczości    | —                                         | Wygrana                                   | [ 24 ]                                    |
| Bodil                                                                              | 2004                                      | Najlepsza aktorka pierwszoplanowa                                       | Dogville                                  | Nominacja                                 | [ 25 ]                                    |
| Critics’ Choice Movie Awards                                                       | 1996                                      | Najlepsza aktorka                                                       | Za wszelką cenę                           | Wygrana                                   | [ 26 ]                                    |
| Critics’ Choice Movie Awards                                                       | 2002                                      | Najlepsza aktorka                                                       | Moulin Rouge!                             | Nominacja                                 | [ 27 ]                                    |
| Critics’ Choice Movie Awards                                                       | 2003                                      | Najlepsza aktorka                                                       | Godziny                                   | Nominacja                                 | [ 28 ]                                    |
| Critics’ Choice Movie Awards                                                       | 2004                                      | Najlepsza aktorka                                                       | Wzgórze nadziei                           | Nominacja                                 | [ 29 ]                                    |
| Critics’ Choice Movie Awards                                                       | 2011                                      | Najlepsza aktorka                                                       | Między światami                           | Nominacja                                 | [ 30 ]                                    |
| Critics’ Choice Movie Awards                                                       | 2016                                      | Najlepsza aktorka drugoplanowa                                          | Lion. Droga do domu                       | Nominacja                                 | [ 31 ]                                    |
| Critics’ Choice Movie Awards                                                       | 2019                                      | Najlepsza aktorka drugoplanowa                                          | Wymazać siebie                            | Nominacja                                 | [ 32 ]                                    |
| Critics’ Choice Movie Awards                                                       | 2022                                      | Najlepsza aktorka                                                       | Lucy i Desi                               | Nominacja                                 | [ 33 ]                                    |
| Critics’ Choice Television Awards                                                  | 2018                                      | Najlepsza aktorka w filmie telewizyjnym lub miniserialu                 | Wielkie kłamstewka                        | Wygrana                                   | [ 34 ]                                    |
| Critics’ Choice Television Awards                                                  | 2020                                      | Najlepsza aktorka w serialu dramatycznym                                | Wielkie kłamstewka                        | Nominacja                                 | [ 35 ]                                    |
| Critics’ Choice Television Awards                                                  | 2025                                      | Najlepsza aktorka drugoplanowa w serialu dramatycznym                   | Special Ops: Lioness                      | Nominacja                                 | [ 36 ]                                    |
| Critics’ Choice Super Awards                                                       | 2024                                      | Najlepsza aktorka w serialu, miniserialu lub filmie telewizyjnym akcji  | Special Ops: Lioness                      | Nominacja                                 | [ 37 ]                                    |
| Goya                                                                               | 2002                                      | Najlepsza aktorka                                                       | Inni                                      | Nominacja                                 | [ 38 ]                                    |
| IFTA Film & Drama Awards                                                           | 2018                                      | Aktorka zagraniczna                                                     | Zabicie świętego jelenia                  | Nominacja                                 | [ 39 ]                                    |
| Independent Spirit Awards                                                          | 2011                                      | Najlepsza aktorka pierwszoplanowa                                       | Między światami                           | Nominacja                                 | [ 40 ]                                    |
| Nagrody Australijskiego Instytutu Filmowego (AFI)                                  | 1987                                      | Najlepsza aktorka w miniserialu                                         | Wietnam                                   | Wygrana                                   | [ 41 ]                                    |
| Nagrody Australijskiego Instytutu Filmowego (AFI)                                  | 1989                                      | Najlepsza aktorka drugoplanowa                                          | Emerald City                              | Nominacja                                 | [ 42 ]                                    |
| Nagrody Australijskiego Instytutu Filmowego (AFI)                                  | 2001                                      | Najlepsza aktorka pierwszoplanowa                                       | Moulin Rouge!                             | Nominacja                                 | [ 43 ]                                    |
| Nagrody Australijskiego Instytutu Filmowego (AFI)                                  | 2008                                      | Nagroda zagraniczna dla najlepszej aktorki                              | Złoty kompas                              | Nominacja                                 | [ 44 ]                                    |
| Nagrody Australijskiej Akademii Sztuk Kinowych i Telewizyjnych (AACTA)             | 2017                                      | Najlepsza aktorka drugoplanowa                                          | Lion. Droga do domu                       | Wygrana                                   | [ 45 ]                                    |
| Nagrody Australijskiej Akademii Sztuk Kinowych i Telewizyjnych (AACTA)             | 2017                                      | Najlepsza gościnna lub drugoplanowa aktorka w serialu dramatycznym      | Tajemnice Laketop: China Girl             | Wygrana                                   | [ 45 ]                                    |
| Nagrody Australijskiej Akademii Sztuk Kinowych i Telewizyjnych (AACTA)             | 2018                                      | Najlepsza aktorka drugoplanowa                                          | Wymazać siebie                            | Wygrana                                   | [ 46 ]                                    |
| Nagrody Australijskiej Akademii Sztuk Kinowych i Telewizyjnych (AACTA)             | 2020                                      | Ulubiona światowa gwiazda dekady (nagroda publiczności)                 | —                                         | Nominacja                                 | [ 47 ]                                    |
| Nagrody Australijskiej Akademii Sztuk Kinowych i Telewizyjnych (AACTA)             | 2025                                      | Ulubiona australijska aktorka (nagroda publiczności)                    | —                                         | Nominacja                                 | [ 48 ]                                    |
| Nagrody zagraniczne Australijskiej Akademii Sztuk Kinowych i Telewizyjnych (AACTA) | 2013                                      | Najlepsza aktorka pierwszoplanowa                                       | Pokusa                                    | Nominacja                                 | [ 49 ]                                    |
| Nagrody zagraniczne Australijskiej Akademii Sztuk Kinowych i Telewizyjnych (AACTA) | 2017                                      | Najlepsza aktorka drugoplanowa                                          | Lion. Droga do domu                       | Wygrana                                   | [ 50 ]                                    |
| Nagrody zagraniczne Australijskiej Akademii Sztuk Kinowych i Telewizyjnych (AACTA) | 2018                                      | Najlepsza aktorka drugoplanowa                                          | Zabicie świętego jelenia                  | Nominacja                                 | [ 51 ]                                    |
| Nagrody zagraniczne Australijskiej Akademii Sztuk Kinowych i Telewizyjnych (AACTA) | 2019                                      | Najlepsza aktorka pierwszoplanowa                                       | Niszczycielka                             | Nominacja                                 | [ 52 ]                                    |
| Nagrody zagraniczne Australijskiej Akademii Sztuk Kinowych i Telewizyjnych (AACTA) | 2019                                      | Najlepsza aktorka drugoplanowa                                          | Wymazać siebie                            | Wygrana                                   | [ 52 ]                                    |
| Nagrody zagraniczne Australijskiej Akademii Sztuk Kinowych i Telewizyjnych (AACTA) | 2020                                      | Najlepsza aktorka drugoplanowa                                          | Gorący temat                              | Nominacja                                 | [ 53 ]                                    |
| Nagrody zagraniczne Australijskiej Akademii Sztuk Kinowych i Telewizyjnych (AACTA) | 2021                                      | Najlepsza aktorka w serialu                                             | Od nowa                                   | Nominacja                                 | [ 54 ]                                    |
| Nagrody zagraniczne Australijskiej Akademii Sztuk Kinowych i Telewizyjnych (AACTA) | 2022                                      | Najlepsza aktorka pierwszoplanowa                                       | Lucy i Desi                               | Wygrana                                   | [ 55 ]                                    |
| Nagrody zagraniczne Australijskiej Akademii Sztuk Kinowych i Telewizyjnych (AACTA) | 2022                                      | Najlepsza aktorka w serialu                                             | Dziewięcioro nieznajomych                 | Nominacja                                 | [ 55 ]                                    |
| Nagrody zagraniczne Australijskiej Akademii Sztuk Kinowych i Telewizyjnych (AACTA) | 2025                                      | Najlepsza aktorka pierwszoplanowa                                       | Babygirl                                  | Wygrana                                   | [ 56 ]                                    |
| National Board of Review                                                           | 2024                                      | Najlepsza aktorka                                                       | Babygirl                                  | Wygrana                                   | [ 57 ]                                    |
| Television Critics Association Awards (TCA)                                        | 2017                                      | Najlepsze osiągnięcie w dramacie                                        | Wielkie kłamstewka                        | Nominacja                                 | [ 58 ]                                    |
| Złote Maliny                                                                       | 2006                                      | Najgorsze ekranowe połączenie                                           | Czarownica                                | Wygrana                                   | [ 59 ]                                    |
| Złote Maliny                                                                       | 2012                                      | Najgorsza aktorka drugoplanowa                                          | Żona na niby                              | Nominacja                                 | [ 60 ]                                    |
| Nagrody teatralne                                                                  |                                           |                                                                         |                                           |                                           |                                           |
| Evening Standard Theatre Award                                                     | 2015                                      | Photograph 51                                                           | Najlepsza aktorka                         | Wygrana                                   | [ 61 ]                                    |
| Laurence Olivier Award                                                             | 1999                                      | Najlepsza aktorka                                                       | The Blue Room                             | Nominacja                                 | [ 62 ]                                    |
| Laurence Olivier Award                                                             | 2016                                      | Najlepsza aktorka                                                       | Photograph 51                             | Nominacja                                 | [ 63 ]                                    |
| WhatsOnStage Awards                                                                | 2016                                      | Najlepsza aktorka w sztuce                                              | Photograph 51                             | Wygrana                                   | [ 64 ]                                    |